# Friday Bridge, England
Friday Bridge är en by i civil parish Elm, i distriktet Fenland, i grevskapet Cambridgeshire, i England. Byn är belägen 5 km från Wisbech. Byn hade 1 412 invånare år 2021.